# チャールズ・フレデリック・ホーン
チャールズ・フレデリック・ホーン（Charles Frederick Horn, 1762年2月24日 - 1830年8月3日）は、イギリスの音楽家、作曲家。出生地であるドイツに合わせ、ドイツ語風に表記する場合はカール・フリードリヒ・ホルン（Karl Friedrich Horn）となる。
ドイツに生まれたホーンはほとんど何も持たず、また英語の知識もないままロンドンへ赴いたが、イギリスでは王室の音楽教師を務めるまでになった。編纂、編曲活動を通じて、彼はヨハン・ゼバスティアン・バッハの音楽をイングランドに紹介する手助けを行った。

## 生涯
ホーンはテューリンゲンのノルトハウゼンに生まれた。父はヨハン・ヴォルフガング・ホルン（Johann Wolfgang Horn）、母はゾフィア・ドロテア・シェナーマン（Sophia Drothea Shenaman）で、彼は4人兄弟の3番目であった。チャールズ・フレデリックの息子のチャールズ・エドワード・ホーンの回顧録によれば、ヨハン・ヴォルフガングは息子を測量者にしたがっていたという。一方、ホーンはしばしば人目につかぬよう音楽の練習をしていた。父はこれを発見し、息子の勉強が妨げられないようにと一家のクラヴィコードを破壊した。しかしそれでも、ホーンがノルトハウゼンのオルガニストであったクリストフ・ゴットリープ・シュレーターから、音楽のレッスンを受けるのを思いとどまらせることはできなかった。
シュレーターが1782年に死去すると、ホーンはパリに移り住んで音楽家として生きてみようと決意した。彼は、わずかの資金と衣服の入ったスーツケースを携えて実家を後にした。パリへの途上、彼はハンブルクでヴィンケルマンと名乗る外国人に出会う。ヴィンケルマンは感受性の強いホーンに対し、若きドイツの音楽家の大志をかなえるのであればフランスよりもロンドンの方がよいと説得した。ヴィンケルマンはロンドンまでホーンと同行したが、到着するや否や彼の金をほとんど盗んで姿を消してしまった。資金を失い、英語もわからなかったホーンはロンドンの路上をさまよっていたが、ドイツ語を話せるアイルランド人に出会うことが出来た。その人物はホーンの窮状に同情を寄せ、彼をチープサイドのロングマン・アンド・ブロダリップ（Longman and Broderip）のピアノ店に連れて行った。そこで、ホーンは店主のフランシス・フェーン・ブロダリップ（Francis Fane -）にピアノを弾いてきたせた。演奏に感心したブロダリップは、ホーンをザクセン大使であったヨーン・マウリーセ・デ・ブリュール（John Maurice de Brühl）に紹介した。デ・ブリュールがホーンを初代スタッフォード侯爵グランヴィル・ルーソン＝ゴアに推薦し、侯爵は彼を娘の音楽教師として雇った。

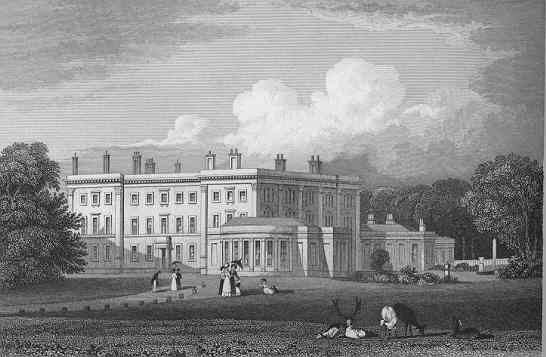
トレンサム・ホール 1829年

こうして雇われたことは、スタッフォードシャーのスタッフォード侯爵の邸宅であるトレンサム・ホールが、ホーンの新しい住処となることを意味していた。ここで、彼は侯爵の娘たちの家庭教師をしていたフランス人のディアナ・デュポン（Diana Dupont）に出会い、恋に落ちる。2人は1785年9月28日に結婚し、その後ロンドンへと移り住んだ。ロンドンでは、1786年6月21日に最初の子どもとなるチャールズ・エドワード・ホーンが誕生した。同年、その少し前の5月には、ホーンの最初の作品となった「ピアノ、ヴァイオリン、チェロのための6つのソナタ Op.1」が出版されている。作品の予約購入者にはムツィオ・クレメンティ、ヨハン・ペーター・ザーロモン、ジョージ4世（当時は王太子）、レディー・キャロライン・ウォルドグレイヴ（Lady Caroline Waldegrave）などの大物が名を連ねた。ウォルドグレイヴがホーンをシャーロット王妃に紹介したことがきっかけとなり、彼は王妃の個人的な音楽教師に任用されることになった。彼は1789年10月20日から1793年10月9日まで、王妃に週2回の指導を行った。王妃のレッスンを受け持つ間、彼はロンドンとウィンザーの、2つの家を所有していた。また、彼は1789年6月から1812年10月まで王家の娘たちへの音楽指導も行った。王宮で雇用されていた期間に、彼は3つのソナタ（Op.2）を作曲して王妃に献呈している。
ホーンは作曲を続けて多くの楽曲を生み出したが、彼が最も知られるのはおそらく音楽の編纂、編曲の業績によってである。特にバッハ作品に関する仕事が有名で、1807年にはバッハのオルガンのためのフーガの中から12曲を2つのヴァイオリン、ヴィオラ、チェロまたはピアノのために編曲して出版している。翌年、彼はサミュエル・ウェスレーと出会い、2人は協力して史上初となるバッハの6つのオルガントリオの完全版（1809年）や、初の「平均律クラヴィーア曲集」のイギリス版（1810年）の編集、編曲、出版を行った。ウェスレーが「疲れ知らず」と評したホーンはバッハの全作品の出版計画を立てていたが、これは果たされないままとなった。
1824年6月、ジョージ4世がホーンをウィンザー城内のセント・ジョージ教会のオルガニストに任命した。彼は1830年6月26日に王がこの世を去ると職を辞し、その後まもなくウィンザーで生涯を終えた。彼はセント・ジョージ教会に葬られた。7人の子を儲けた妻は、彼よりも長生きしている。

## 主要作品

### 自作曲
- ピアノ、ヴァイオリン、チェロのための6つのソナタ Op.1 （1786年）
- ヴァイオリンまたはフルートを伴った、ピアノフォルテまたはハープシコードのための3つのソナタ Op.2 （1791年）
- 3つのソナタ Op.3 （1794年）
- ピアノフォルテのための12のカントリー・ダンス （1796年）
- ディヴェルティメント集 （1804年）
- 船人 The Boatman （1817年）
- 主題と変奏 （1823年頃）

### 編曲、編纂
- A Favorite Overture – フランツ・ヨーゼフ・ハイドン （1786年）
- Sinfonia for a Grand Orchestra – ヴォルフガング・アマデウス・モーツァルト （1790年頃）
- Celebrated Concertante – イグナツ・プライエル （1790年頃）
- A Sett of 12 Fugues Composed for the Organ by Sebastian Bach arranged as Quartettos – ヨハン・ゼバスティアン・バッハ （1807年 ウェスレーと共同）
- A Trio composed originally for the organ by John Sebastian Bach and now adapted for 3 hands – ヨハン・ゼバスティアン・バッハ （1809年　ウェスレーと共同）
- New and correct edition of the Preludes and Fugues of John Sebastian Bach – ヨハン・ゼバスティアン・バッハ （1810年 ウェスレーと共同）